# Velká Británie na Zimních olympijských hrách 2002
Velkou Británii na Zimních olympijských hrách 2002 reprezentovalo 49 sportovců (31 mužů a 18 žen) v 11 sportech.

## Medailisté
| Medaile | Jméno                                                                   | Sport    | Disciplína |
| ------- | ----------------------------------------------------------------------- | -------- | ---------- |
| Zlato   | Rhona Martin Deborah Knox Fiona MacDonald Janice Rankin Margaret Morton | Curling  | Ženy       |
| Bronz   | Alex Coomber                                                            | Skeleton | ženy       |